# Gábor Kis
Gábor Kis (Boedapest, 27 september 1982) is een Hongaars waterpolospeler.
Gábor Kis nam als waterpoloër eenmaal deel aan de Olympische Spelen in 2008. Hij veroverde een gouden medaille.
Hij speelt rechtshandig. In de competitie kwam Kis uit voor Eger.
Tibor Benedek · 
Péter Biros · 
István Gergely · 
Norbert Hosnyánszky · 
Tamás Kásás · 
Gábor Kis · 
Gergely Kiss · 
Norbert Madaras · 
Tamás Molnár · 
Zoltán Szécsi · 
Dániel Varga · 
Dénes Varga · 
Tamás Varga